# Im Jahr des Drachen
Im Jahr des Drachen (Originaltitel: Year of the Dragon, alternativ: Manhattan Massaker, auch Chinatown Mafia) ist ein US-amerikanischer Thriller von Michael Cimino aus dem Jahr 1985. Er ist eine Verfilmung eines Kriminalromans von Robert Daley. Das Drehbuch schrieb der Regisseur gemeinsam mit Oliver Stone, der Produzent war Dino De Laurentiis. Den Kern der Handlung bildet die Auseinandersetzung zwischen dem neu eingesetzten, einzelgängerischen Polizei-Captain Stanley White (Mickey Rourke) und dem durch brutale Machtkämpfe an die Spitze der chinesischen Mafia New Yorks gekommenen smarten Geschäftsmann Joey Tai (John Lone).

## Handlung
Der polnischstämmige Captain Stanley White übernimmt das Chinesenviertel Chinatown in New York City. Er hat Vorurteile gegenüber Asiaten, seit er im Vietnamkrieg gedient hatte. Ob es sich um Vietnamesen oder Chinesen handelt, ist für ihn dabei unwichtig. Am Anfang des Films wird ein chinesischer Mafiaboss Opfer eines Mordanschlags. Anfangs wollen Whites Vorgesetzte noch schnelle Ergebnisse von ihm wegen der drohenden Erbfolgekriege. Vom ersten Tag an geht der vorzeitig ergraute, höchstdekorierte Polizist der Stadt dabei auf den Straßen vor „wie eine Dampfwalze“.
Der junge Joey Tai, ebenfalls nicht zimperlich in der Wahl seiner Methoden, wird als Ergebnis des Generationskonflikts zum neuen Oberhaupt der chinesischen Triaden in New York. Tai scheint ein Geschäftsmann moderner Prägung („attraktiv, kultiviert, charismatisch“), der beginnt, das Interesse der Medien auf sich zu ziehen. Er setzt sich für seine Landsleute und das Viertel finanzkräftig ein, seine Bandenmitglieder sind nicht nur zum Schein karitativ tätig. Im Laufe des Films wird jedoch klar, dass der anfängliche Mord an dem alten Paten (auch „Bürgermeister“ genannt) auf Befehl Tais ausgeführt wurde, der sich damit den Platz an der Spitze freimachen wollte.
White stellt sich als nicht käuflich heraus. Im Alleingang kündigt er die bequemen, informellen Abmachungen zwischen den Triaden und den Strafverfolgern. Dies, obwohl ihm die „alten Männer“ der 60 Familien versichern, dass „wir Chinesen seit 2000 Jahren nicht zur Polizei gehen“. Tais Aufstieg in der Organisation resultiert auch aus der Sehnsucht nach einer starken Hand angesichts des neuen polizeilichen Verfolgungsdrucks. Tai bricht seinerseits, kaum an die Macht gekommen, die alten Abmachungen mit den italienischen und koreanischen Banden. Dementsprechend verhärten sich die Fronten.
White gerät mit einer attraktiven Fernsehjournalistin chinesisch-japanischer Herkunft, Tracy Tzu, in einem Chinarestaurant in ein mit Maschinenpistolen begangenes Massaker. Captain White nimmt sogar seine Frau Connie mit zum Geschäftsessen mit Tai. Er versucht, über Tracy das Fernsehen für seine Zwecke zu instrumentalisieren. White betrügt seine Frau mit Tracy, die ihn aus der gemeinsamen Wohnung wirft, was aber ohnehin bevorstand. Connie hält ihn für ein Ekel, er ist 24 Stunden am Tag im Dienst; ihre Menopause steht bald bevor und sie will noch ein Kind von ihm. Als eine seiner ersten Aktivitäten als neuer Kopf der chinesischen Mafia fliegt Tai ins Goldene Dreieck, um neue Preise für Heroin auszuhandeln. In Thailand bringt er zunächst den gegnerischen Bandenführer White Powder Ma um, um bei seinem Lieferanten, dem General einer Dschungelarmee in Birma, durch die Ausschaltung dieses anderen Hauptabnehmers den Preis drücken zu können.
Gleichzeitig nutzt White alle Ressourcen seines Reviers, um Chinatown in nie dagewesenem Ausmaß auf den Kopf zu stellen, schwört seine Leute ein und rennt weiter ins eigene Verderben. Tracy nennt White, geb. Wizynski, schon lange einen Rassisten. Sein Vorgesetzter Lou, ein väterlicher Freund von White und Ehefrau Connie, dessen Vorgesetzter und die ganze Stadtverwaltung stehen unter immensem Druck aufgrund des fortgesetzten Blutbads. White steht mit seinen kamikazehaften Methoden zu sehr im Licht der Öffentlichkeit, um die Personalentscheidung noch rückgängig zu machen. Tai lässt schließlich Whites Frau umbringen und Tracy vergewaltigen. Auf der Beerdigung erweist ihm einer der „alten Männer“ am Sarg seiner Frau die Ehre. White wird endlich strafversetzt – damit wird es zur Selbstjustiz. Er opfert noch das Leben eines chinesischstämmigen Beamtenanwärters, der als verdeckter Ermittler in Tais Umfeld eindringen konnte. Von dem Sterbenden erfährt er jedoch den Namen eines mit Drogen beladenen polnischen Frachters.
Im New Yorker Hafen kommt es schließlich zu einer direkten Konfrontation von White und Tai und zu einer Verfolgungsjagd durch das Hafengelände. White bringt Tai im Showdown auf einer Eisenbahnbrücke im Gegenlicht zur Strecke. Der schwerverletzte Tai verlangt Whites Pistole und erschießt sich, um dem drohenden Gesichtsverlust durch Prozess und Gefängnis zu entgehen. Im Epilog platzt White in die Prozession zu Tais Beerdigung. Dort mischt er als gefürchteter Law-and-Order-Mann Chinatowns die trauernden Hinterbliebenen auf. Inmitten Hunderter Chinesen fällt er Tracy in die Arme, vor laufenden Kameras, verwundet und erschöpft.

## Rezeption
Dave Kehr schrieb im Chicago Reader, der Film trage die persönliche Note von Michael Cimino. Dazu würden „typische Schwächen“ wie die „schlampige Erzählweise“ und die „hölzernen Dialoge“ gehören. Der Film enthalte zu viel Handlung und zu viele Details, aber er stehe im Kontrast zu der „flachen Ästhetik des Fernsehens“, die in den Hollywood-Filmen dominiere.
In den USA lebende Chinesen kritisierten den Film als „rassistisch“ und „gefährlich klischeehaft“. In den USA deckte die Kritik ein Spektrum von rassistisch über sexistisch bis hin zu gewaltverherrlichend ab.
Das Lexikon des internationalen Films sprach von einem ebenso pathetischen wie gewalttätig und spektakulären Film, der negative Eindruck ob der „unangemessene[n] Glorifizierung“ des Helden würde trotz „inszenatorischer Qualitäten“ überwiegen.
Insgesamt wenig erfreut wunderte sich die Kritik in der New York Times 1985, warum die Haarfarbe des Hauptdarstellers von Szene zu Szene schwanke und über andere Anschlussfehler, über untaugliche Charakterisierung und störte sich an der Drastik Ciminos: „Um zu zeigen, dass jemand ein General ist, muss man dann wirklich ganz überproportioniert eine ganze Armee um ihn aufstellen“. Ariane Koizumi sei als Darstellerin außerdem so untauglich, dass sie sogar in einer Nacktszene vom Panorama der Brooklyn Bridge ausgestochen werde.
Die Cahiers du cinéma in Frankreich mochte den Film und seinen Hauptdarsteller 1985 hingegen.
- „Alex Thomsons Kameraarbeit ist durchweg umwerfend“ (DVD Times[2])
- „der aufwendige Film […] malt ein faszinierendes, bunt schillerndes Bild dieser fremdartigen Welt mitten in Amerikas größter Stadt und zeigt einen interessanten Streifzug durch chinesische Kultur, Rituale und Bräuche […] Im Jahr des Drachen hat nichts von seinem Zauber verloren, weil detailversessene Beobachtung und Stilisierung sich aneinander reiben; weil er Kriegsfilm, Western und Polizeifilm zugleich ist; weil man gerührt und gebannt zwei Stunden in einer anderen Welt war‘ (Süddeutsche Zeitung).“ (Sönke Krüger: Das große Film-Lexikon: alle Top-Filme von A–Z, 1995[13])
- „Fast eine Binsenwahrheit, je komplexer und ja verwerflicher die Hauptfigur, desto größer die Kunst. Im Theater oder in der Literatur akzeptieren wir das […] einer der ambitioniertesten und lohnendsten amerikanischen Mainstream-Filme der Achtziger“ (rec.arts.movies.reviews[14])

Robert G. Lee sieht den Film um das Vietnamtrauma herum und macht Ausführungen zum postfordistischen Klassenkampf, der in die Sexualität getragen wird: „eine implizit homoerotische, sadomasochistische Beziehung der beiden Männer“ mit androgynen Frauen/Männern, Feministinnen und Machos: „Beide, Joey Tai wie Stanley White, rebellieren gegen ihre Älteren […] White war in Vietnam, Tracy Tzu hingegen auf der Universität“.
Urs Jenny schrieb im Spiegel 1985 über die „alptraumhafte […] Todesbesessenheit im Kontext von Ciminos unterschwellige[m] Nihilismus“.
eFilmCritic.com spekuliert 2007: „lauscht man aufmerksam, wie die Leute hier auf Stanley White einreden, hört man die Studioverantwortlichen bei Heaven’s Gate heraus, wie sie an Cimino appellieren […]“.
Quentin Tarantino bezeichnete den Showdown auf der Eisenbahnbrücke als atemberaubend und als einen seiner absoluten Lieblings-Killer-Movie-Moments.

## Auszeichnungen und Nominierungen
Michael Cimino wurde im Jahr 1986 für den César und im Jahr 1987 für den Premios Sant Jordi nominiert. David Mansfield und John Lone wurden 1986 für den Golden Globe Award nominiert. Der Film gewann im Jahr 1986 als Bester Film den belgischen Joseph Plateau-filmprijzen.
Zu den fünf Nominierungen für den Antipreis Goldene Himbeere im Jahr 1986 gehörten zwei für Ariane Koizumi (schlechteste Schauspielerin und schlechteste Newcomerin), eine für die Regie von Michael Cimino, eine in der Kategorie Schlechtester Film und eine für das Drehbuch.

## Hintergrund
Der Film wurde in New York City, in North Carolina und in Thailand gedreht. Er kostete ca. 24 Millionen US-Dollar und spielte in den Kinos der USA 18,7 Millionen US-Dollar ein.